# Parapholis
Parapholis és un gènere de plantes de la família de les poàcies, ordre de les poals, subclasse de les commelínides, classe de les liliòpsides, divisió dels magnoliofitins.

## Taxonomia
- P. filiformis (Roth) C. E. Hubbard
- P. incurva (L.) C. E. Hubbard